# Boiorix

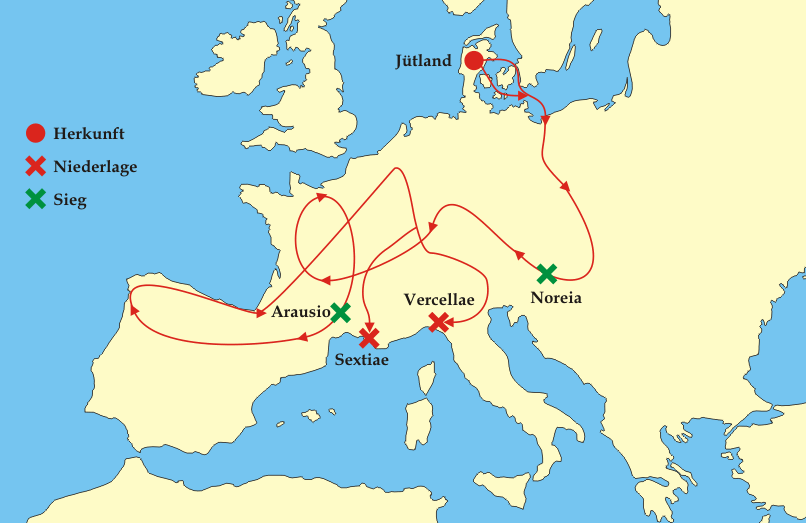
Die Wanderung der Kimbern und Teutonen

Boiorix († 101 v. Chr. nahe Vercellae) war ein König des Stammes der Kimbern. Er führte die Kimbern aus ihrem ursprünglichen Gebiet an der Nordsee nach Süden, um neues Siedlungsland zu finden. Sein größter Erfolg war der vernichtende Sieg über die Römer bei Arausio im Jahre 105 v. Chr. Bereits einige Jahre zuvor, 113 v. Chr., hatte er diese bei Noreia besiegen können. Später, im Jahre 101 v. Chr. wurde er jedoch von Gaius Marius in Vercellae geschlagen. Er selbst fiel im Kampf.